# مات بابا
مات بابا (بالإنجليزية: Matt Papa)‏ هو مغن مؤلف أمريكي، ولد في 3 يوليو 1983 في غينسفيل في الولايات المتحدة.